# باتيرنا ديل كامبو
بلدية باتيرنا ديل كامبو (بالإسبانية: Paterna del Campo) هي بلدية تقع في مقاطعة ولبة التابعة لمنطقة أندلوسيا جنوب إسبانيا.

## الديموغرافيا
بلغ عدد سكان بلدية باتيرنا ديل كامبو 3.688 نسمة عام 2011 (وفقاً للمعهد الوطني الإسباني للإحصاء).
| 3.883 | 3.914 | 3.824 | 3.729 | 3.736 | 3.784 | 3.688 |